# Gaio Aurelio Cotta
Gaio Aurelio Cotta (in latino Gaius Aurelius Cotta; 124 a.C. circa – 74 a.C.) è stato un politico e oratore romano, esponente della gens Aurelia.

## Biografia
Il padre Marco Aurelio Cotta era stato magistrato monetario nel 125 a.C.; la madre, Rutilia Rufa, era figlia di Publio Rutilio Rufo, Tribuno della Plebe nel 169 a.C. e sorella di Publio Rutilio Rufo, Console nel 105 a.C.. Rutilia era stata precedentemente sposata con Lucio Aurelio Cotta, Console nel 119 a.C., nonché fratello di Marco Aurelio Cotta. Dal loro matrimonio erano nati Lucio Aurelio Cotta, Tribuno della Plebe nel 95 a.C. e Pretore nel 90 a.C. e Aurelia Cotta, madre di Gaio Giulio Cesare.
I suoi due fratelli Marco Aurelio Cotta e Lucio Aurelio Cotta intrapresero la carriera politica diventando il primo, Console nel 74 a.C. e il secondo, Pretore nel 70 a.C., Console nel 65 a.C. e Censore nel 64 a.C.
Nel 92 a.C. difese in un processo lo zio Publio Rutilio Rufo, ingiustamente accusato di essersi macchiato di concussione ai danni delle popolazioni della provincia d'Asia, dove era Legato del governatore.
Era in stretti rapporti con il Tribuno della Plebe nel 91 a.C.Marco Livio Druso, che fu ucciso quello stesso anno poiché a favore dell'estensione della cittadinanza romana agli Italici. Anche Gaio avanzò la candidatura al Tribunato, però senza successo . Condivideva il disegno politico di Druso e ciò gli causò l'inimicizia del Senato a tal punto da essere accusato di aver sostenuto gli Italici durante la guerra sociale contro Roma. Alcuni giorni dopo la morte dell'oratore Crasso, nel settembre del 91 a.C., fu processato  , come prevedeva la Lex Varia de maiestate . Gaio aveva commissionato la sua difesa all'oratore Lucio Elio Stilone, ma con scarso successo; infatti, per evitare una condanna, decise di andare in esilio volontario .
Non fece ritorno in Italia fino all'82 a.C., durante la dittatura dell'ottimate Lucio Cornelio Silla, vincitore della guerra civile . Vicino allo stesso Silla, poté intercedere presso di lui, su richiesta della sorellastra Aurelia, perché desistesse dall'idea di ordinare l'uccisione del giovane nipote Gaio Giulio Cesare, che si era rifiutato di divorziare dalla moglie Cornelia. Per Silla, quest'unione era infatti intollerabile perché avrebbe costituito una nuova leadership politica unendo i  discendenti di due celeberrimi ex capi popolari, Cinna e Mario.
Nel 78 a.C. ottenne la pretura urbana .

## Il consolato
Nel 75 a.C. divenne console in un periodo controverso della storia di Roma; infatti, erano gli anni delle rivolte di Quinto Sertorio in Spagna e di Spartaco in Italia, ma soprattutto il rincaro dei generi alimentari aveva peggiorato le condizioni di vita della plebe, ormai pronta alla rivolta armata. Cotta intervenne per sedare gli animi, con un celebre discorso rivolto  al popolo, di cui ci offre testimonianza Sallustio, nei termini di una  captatio benevolentiae  . Il discorso rivela la natura ambiziosa di Gaio e la debolezza di un uomo che, pur di ottenere il favore popolare, punta anche su toni patetici.
In qualità di console, inoltre, abrogò, attirando a sé le ostilità dell'aristocrazia, le leggi di Silla che impedivano ai tribuni della plebe di accedere alle magistrature superiori. Infatti, con la Lex Aurelia de tribunicia potestate, promosse l'ammissione degli ex tribuni alle alte magistrature e forse l'ammissione al tribunato anche di chi non fosse senatore. 
.
Contemporaneamente, propose la Lex Aurelia de iudiciis privatis, di cui non si hanno ulteriori notizie, ma probabilmente ispirata a criteri democratici.
Dopo il consolato, ottenne alcune vittorie in Gallia di cui non abbiamo notizie, riuscendo ad ottenere dal Senato il trionfo; il giorno precedente alla cerimonia, tuttavia, morì a causa della riapertura di una vecchia ferita di guerra mal curata. Nelle opere di Cicerone, infatti, si legge che Gaio Aurelio Cotta fu colpito da un proiettile scagliato da una balista mentre si trovava in un villaggio della Gallia. Si trattò di un incidente, ma il proiettile diretto contro di lui lo colpì alle spalle, ferendolo. I soldati che avevano erroneamente scagliato il proiettile tentarono di dissimulare l'incidente, fingendo che si fosse trattato, in realtà, di un agguato ordito dai Galli Druidi; furono tuttavia processati e condannati a morte.
Alla sua morte, Gaio lasciò un posto vacante nel collegio dei pontefici, in cui aveva rivestito per molti anni il ruolo di pontefice massimo. Silla aveva stabilito che il collegio dovesse essere costituito da otto plebei e sette patrizi; tuttavia, alla morte di Gaio, vi erano nove plebei e solo sei patrizi, quindi la scelta del sostituto cadde su un patrizio, Cesare .

## Cotta oratore
Gaio Aurelio Cotta  e Publio Sulpicio Rufo sono considerati i migliori giovani oratori del loro tempo . Incapace di raggiungere le vette dell'arte oratoria, Cotta doveva i suoi successi principalmente alla ricerca e all'investigazione dei fatti. Si atteneva sempre a ciò che era essenziale nei casi che affrontava, evitando ogni inutile digressione; il suo stile era puro e semplice. Da Cicerone Cotta è introdotto come uno degli interlocutori del De oratore e del De natura deorum , nelle quali opere si evince anche la sua vicinanza alle posizioni della Nuova Accademia.
Al contrario dell'elogio che ne fa Cicerone, Sallustio parla di Cotta come un uomo schiavo dell'ambizione e attratto dal guadagno, accusandolo di aver restituito ai tribuni i loro privilegi solo per paura .